# Klaus Binder
Klaus Binder (* 1946 in Frankfurt am Main) ist ein deutscher Lektor und Übersetzer.

## Werdegang
Binder hat an der Universität Frankfurt Philosophie, Soziologie, Germanistik studiert und wurde 1977 bei Alfred Schmidt über den Arbeitsbegriff bei Karl Marx promoviert. Damals entstand seine erste Übersetzung: Herbert Marcuse Einige gesellschaftliche Folgen moderner Technologie (1941; in: Schriften Bd. 3 Suhrkamp, Frankfurt 1979).
Nach dem Studium war er als Dozent in der Erwachsenenbildung an den Volkshochschulen Frankfurt und Ulm tätig. Er hatte Lehraufträge an den Universitäten Frankfurt am Main, Kassel und Bremen. Im Qumran Verlag gab er die Schriften Max Raphaels heraus. Er veröffentlicht Buchrezensionen, Essays und Funkessays (FAZ, Kursbuch, HR, SWF).
Von 1984 bis 1991 war er Lektor im Luchterhand Verlag. 1991 gründete er das Textkontor, arbeitet seither als freier Lektor, Texter und als Übersetzer aus dem Englischen, seit 1997 in enger Arbeitsgemeinschaft mit Bernd Leineweber. Seit 2007 verfasst er ausschließlich Übersetzungen für Verlage, Galerien, das Fritz Bauer Institut, und die Zeitschriften Osteuropa und Cicero und andere.
Mit seiner Neuübersetzung von Lukrez’ Über die Natur der Dinge – ein Folgeprojekt zur Übersetzung von Stephen Greenblatts Buch Die Wende – stand Klaus Binder auf der Shortlist zum Preis der Leipziger Buchmesse 2015 in der Kategorie „Übersetzung“. Seine Lukrez-Übersetzungen hat er mit Lesungen und Vorträgen in diversen Literaturhäusern, auf dem Erlanger Poetenfest 2014, im Einstein Haus Potsdam und in Buchhandlungen vorgestellt.
Zu seiner Arbeit sagt er: „Honoriert fühle ich mich da, wo es mit (fast) jedem Buch eine neue Welt zu entdecken gibt.“

## Übersetzungen, eine Auswahl (aus ca. 70 Titeln)
- Martin Gayford Michelangelo Sein langes abenteuerliches Leben (mit Bernd Leineweber und Britta Schröder), Piet Meyer Verlag 2019
- Cyprian Broodbank Die Geburt der mediterranen Welt. Von den Anfängen bis zum klassischen Zeitalter (mit Bernd Leineweber und Britta Schröder), C. H. Beck 2018
- Stephen Greenblatt Die Geschichte von Adam und Eva. Der mächtigste Mythos der Menschheit, Siedler Verlag 2018
- Neil MacGregor Deutschland. Erinnerungen einer Nation, C.H. Beck 2015
- Titus Lucretius Carus Über die Natur der Dinge, Galiani Berlin 2014
- Simon Winder Des Kaisers Rumpelkammer. Unterwegs in der Habsburger Geschichte. (mit Bernd Leineweber und Nele Quegwer), Rowohlt 2014
- Giovanni Frazetto Der Gefühlscode. Die Entschlüsselung unserer Emotionen. (mit Bernd Leineweber und Nele Quegwer), Hanser 2014
- David Sylvester Ein Gespräch mit Philip Guston, Piet Meyer Verlag 2013
- Neil MacGregor Shakespeares ruhelose Welt, C. H. Beck 2013
- Devin O. Pendas: Der Auschwitz-Prozess. Völkermord vor Gericht (mit Bernd Leineweber), Siedler 2013
- Stephen Greenblatt Die Wende. Wie die Renaissance begann, Siedler 2012
- ders., Hamlets Fegefeuer, Suhrkamp 2008
- ders., Shakespeare. Freiheit, Schönheit und die Grenzen des Hasses. Frankfurter Adorno-Vorlesungen 2006, Suhrkamp 2007
- ders.,  Schmutzige Riten (mit Jeremy Gaines), Wagenbach 1991
- Yehuda Bauer Der Tod des Schtetl, Jüdischer Verlag 2013
- ders.  Freikauf von Juden. Verhandlungen zwischen dem nationalsozialistischen Deutschland und jüdischen Repräsentanten 1933–1945 (mit Jeremy Gaines), Jüdischer Verlag 1996
- Siegfried Kracauer Essays aus den amerikanischen Jahren, Band 2.2 der Werke in neun Bänden (mit Bernd Leineweber), Suhrkamp 2012
- Mary Ann Caws Pablo Picasso. Ein Porträt, Piet Meyer Verlag 2011
- Michael Peppiatt Gespräche in der Nacht. Francis Bacon über seine Arbeit, Piet Meyer Verlag 2011 (darin die Essays)
- Ian Kershaw Das Ende. Kampf bis in den Untergang – NS-Deutschland 1944/45 (mit Bernd Leineweber und Martin Pfeiffer), DVA 2011 Pantheon: München 2013
- Toby Lester Die Symmetrie der Welt. Leonardo da Vinci und das Geheimnis seiner berühmtesten Zeichnung, Berlin Verlag 2012
- ders., Der Vierte Kontinent. Wie eine Karte die Welt veränderte (mit Bernd Leineweber), Berlin Verlag 2010
- Cecil Lewis Schütze im Steigflug. Mit einem Essay von G.B. Shaw und biographischem Nachwort von Klaus Binder, Die Andere Bibliothek – Eichborn 2009
- Eli Zaretsky Freuds Jahrhundert. Die Geschichte der Psychoanalyse (mit Bernd Leineweber), Zsolnay/Hanser 2006
- David Crowe Oskar Schindler. Die Biographie (mit Bernd Leineweber), Eichborn 2005
- Neal Gabler Ein eigenes Reich. Wie jüdische Emigranten Hollywood erfanden (mit Bernd Leineweber), Berlin Verlag 2004
- Robert Dallek John F. Kennedy. Ein unvollendetes Leben (mit Bernd Leineweber), DVA 2003
- Kay Redfield Jamison Wenn es dunkel wird. Zum Verständnis des Selbstmords (mit Bernd Leineweber), Siedler 2000
- Ian Buruma Erbschaft der Schuld. Vergangenheitsbewältigung in Deutschland und Japan (mit Jeremy Gaines), Hanser 1994